# American Spring
American Spring is het tiende studioalbum van de Amerikaanse punkband Anti-Flag. Het werd uitgegeven op 26 mei 2015 door het Europese label Spinefarm Records en was daarmee het eerste album dat de band via dit label heeft laten uitgeven. In maart 2015 kwam er een video voor het nummer "Fabled World" uit. Het nummer "Sky is Falling" werd een maand later verspreid en vervolgens werd er op 18 mei 2015 een videoclip voor "Brandenburg Gate" uitgegeven.

## Nummers
1. "Fabled World" - 3:16
2. "The Great Divide" - 1:28
3. "Brandenburg Gate" - 3:30
4. "Sky is Falling" - 4:14
5. "Walk Away" - 3:14
6. "Song for Your Enemy" - 3:18
7. "Set Yourself on Fire" - 2:46
8. "All of the Poison, All of the Pain" - 3:06
9. "Break Something" - 2:48
10. "Without End" - 3:08
11. "Believer" - 2:55
12. "To Hell With Boredom" - 0:48
13. "Low Expectations" - 2:46
14. "The Debate is Over (If You Want It)" - 3:16

## Muzikanten
Band
- Justin Sane - gitaar, zang
- Chris #2 - basgitaar, zang
- Chris Head - gitaar, zang
- Pat Thetic - drums

Gastmuzikanten
- Tim Armstrong - aanvullende zang op het nummer "Brandenburg Gate"
- Tom Morello - aanvullende gitaar op het nummer "Without End"